# Dyskografia The Pussycat Dolls
Artykuł ten przedstawia dyskografię amerykańskiej grupy popowej The Pussycat Dolls. Pierwszy album zespołu zatytułowany PCD został wydany we wrześniu w 2005 roku. Wydawnictwo uzyskało status trzykrotnej platynowej płyty w Wielkiej Brytanii, Stanach Zjednoczonych i w Australii. Singlami promującymi wydawnictwo był były: Don't Cha, Buttons oraz Stickwitu. Ten ostatni był nominowany w kategorii Best Pop Performance by a Duo or Group with Vocal do nagrody Grammy w 2007 roku. 
Drugi studyjny album zespołu pt. Doll Domination ukazał się we wrześniu 2008 roku. Album zadebiutował na czwartym miejscu listy Billboard 200 w Stanach Zjednoczonych. Album promowały single When I Grow Up, Whatcha Think About That, I Hate This Part, Bottle Pop, Jai Ho (You Are My Destiny) i Hush Hush; Hush Hush.

## Albumy studyjne
| Rok  | Album | Pozycja na liście | Pozycja na liście | Pozycja na liście | Pozycja na liście | Pozycja na liście | Pozycja na liście | Pozycja na liście | Pozycja na liście | Pozycja na liście | Pozycja na liście | Certyfikaty                                                                                        |
| Rok  | Album | US                | AUS               | CAN               | FRA               | GER               | IRE               | NL                | NZ                | SWI               | UK                | Certyfikaty                                                                                        |
| ---- | --- | ----------------- | ----------------- | ----------------- | ----------------- | ----------------- | ----------------- | ----------------- | ----------------- | ----------------- | ----------------- | -------------------------------------------------------------------------------------------------- |
| 2005 | PCD - Data: 13 września 2005 - Wydawca: A&M Records - Format: CD, digital download                          | 5                 | 8                 | 2                 | 23                | 6                 | 7                 | 9                 | 1                 | 9                 | 7                 | - US: platyna - AUS: 3× platyna - CAN: 2× platyna - UK: 3× platyna - EU: 2× platyna - POL: platyna |
| 2008 | Doll Domination - Data: 23 września 2008 - Wydawca: A&M Records / Interscope - Format: CD, digital download | 4                 | 4                 | 3                 | 16                | 10                | 6                 | 24                | 8                 | 7                 | 4                 | - UK: złoto - AUS: platyna - CAN: platyna                                                          |

## Minialbumy
| Rok  | Album | Uwagi |
| ---- | --- | --- |
| 2009 | Doll Domination: The Mini Collection - Data: 27 kwietnia 2009 - Wydawca: Polydor Records - Format: CD, digital download | - Album został wydany tylko w Wielkiej Brytanii. - Zawiera pięć singli z albumu Doll Domination oraz utwór "Painted Windows". - Album dotarł do 9. miejsca na liście UK Album Chart. |

## Single
| 2005                          | "Don't Cha" (oraz Busta Rhymes)                   | 2   | 1  | 1  | 6  | 1  | 1  | 2  | 1  | 1  | 1   | - US: platyna - UK: srebro - AUS: 2× platyna | PCD             |
| 2005                          | "Stickwitu"                                       | 5   | 2  | 3  | 17 | 11 | 2  | 2  | 1  | 6  | 1   | - US: platyna - AUS: platyna                 | PCD             |
| 2006                          | "Beep" (oraz will.i.am)                           | 13  | 3  | 5  | 10 | 5  | 2  | 2  | 1  | 6  | 2   | - AUS: złoto                                 | PCD             |
| 2006                          | "Buttons" (oraz Snoop Dogg)                       | 3   | 2  | 5  | 12 | 4  | 4  | 6  | 1  | 3  | 3   | - US: platyna - AUS: platyna                 | PCD             |
| 2006                          | "I Don't Need a Man"                              | 93  | 6  | 17 | 12 | 20 | 9  | 4  | 7  | 15 | 7   | - AUS: złoto                                 | PCD             |
| 2006                          | "Wait a Minute" (oraz Timbaland)                  | 28  | 16 | 24 | –  | 27 | –  | 7  | 24 | 41 | 108 |                                              | PCD             |
| 2008                          | "When I Grow Up"                                  | 9   | 2  | 3  | 2  | 7  | 2  | 25 | 5  | 10 | 3   | - AUS: platyna                               | Doll Domination |
| 2008                          | "Whatcha Think About That" (oraz Missy Elliott)   | 108 | –  | 66 | –  | –  | 12 | –  | –  | –  | 9   |                                              | Doll Domination |
| 2008                          | "I Hate This Part"                                | 11  | 10 | 5  | 3  | 12 | 9  | 27 | 9  | 9  | 12  | - AUS: złoto                                 | Doll Domination |
| 2009                          | "Bottle Pop" (oraz Snoop Dogg)                    | –   | 17 | 88 | –  | –  | –  | –  | 17 | –  | –   |                                              | Doll Domination |
| 2009                          | "Jai Ho (You Are My Destiny)" (oraz A. R. Rahman) | 15  | 1  | 4  | 3  | 29 | 1  | –  | 2  | 7  | 3   | - AUS: platyna                               | Doll Domination |
| 2009                          | "Hush Hush; Hush Hush"                            | 73  | 10 | 41 | 5  | 44 | 13 | –  | –  | 30 | 17  | - AUS: złoto                                 | Doll Domination |
| 2020                          | "React"                                           | —   | —  | —  | —  | —  | —  | —  | —  | —  | —   | —                                            | —               |
| "–" pozycja nie była notowana |                                                   |     |    |    |    |    |    |    |    |    |     |                                              |                 |

### Single promocyjne
| Rok  | Singel             | Album               | Uwagi                                                              |
| ---- | ------------------ | ------------------- | ------------------------------------------------------------------ |
| 2004 | "Sway"             | PCD                 | Piosenka nagrana na potrzeby filmu Shall We Dance?                 |
| 2007 | "Right Now"        | PCD                 | Singel wydany w ramach promocji NBA on ABC w Stanach Zjednoczonych |
| 2009 | "Top of the World" | Doll Domination 2.0 | Singel wydany w ramach promocji programu MTV The City              |

## Wideografia
| Rok  | Tytuł                                                                             | Uwagi |
| ---- | --------------------------------------------------------------------------------- | --- |
| 2006 | The Pussycat Dolls: Live from London - Released: December 5, 2006 - Studio: A&M   | - Koncert nagrany w Londynie we wrześniu 2006 roku - Zawiera teledyski do utworów "Don't Cha", "Beep", "Stickwitu", "Buttons", "I Don't Need A Man" i "Wait a Minute" |
| 2009 | Robin Antin's Pussycat Dolls Workout - Data: 15 grudnia 2009 - Studio: Anchor Bay | - Film instruktażowy z udziałem Robin Antin, Nicole Scherzinger, Chrystina Sayers - Zawiera wywiady i układy choreograficzne                                          |

## Teledyski
| Rok  | Tytuł                          | Reżyseria        |
| ---- | ------------------------------ | ---------------- |
| 2004 | "Sway"                         | Steve Antin      |
| 2005 | "Don't Cha"                    | Paul Hunter      |
| 2005 | "Stickwitu"                    | Nigel Dick       |
| 2006 | "Beep"                         | Benny Boom       |
| 2006 | "Buttons"                      | Francis Lawrence |
| 2006 | "I Don't Need a Man"           | Chris Applebaum  |
| 2006 | "Wait a Minute"                | Marc Webb        |
| 2008 | "When I Grow Up"               | Joseph Kahn      |
| 2008 | "Whatcha Think About That"     | Diane Martel     |
| 2008 | "I Hate This Part"             | Joseph Kahn      |
| 2009 | "Bottle Pop"                   | Thomas Kloss     |
| 2009 | "Jai Ho! (You Are My Destiny)" | Thomas Kloss     |
| 2009 | "Hush Hush; Hush Hush"         | Rich Lee         |